# Jan Meyerowitz
Jan Meyerowitz (Breslavia, 23 aprile 1913 – Colmar, 15 dicembre 1998) è stato un compositore, direttore d'orchestra, pianista e saggista tedesco naturalizzato statunitense.

## Biografia
Meyerowitz nacque da Hans-Hermann Meyerowitz a Breslavia, figlio di un industriale. Dal 1927 studiò a Berlino con Walter Gmeindl e Alexander von Zemlinsky. Nel 1933 fu costretto a lasciare la Germania perché ebreo e a proseguire la sua formazione a Roma con Ottorino Respighi, Alfredo Casella e il direttore d'orchestra Bernardino Molinari. Nel 1938 si trasferì in Belgio e nel 1939 nel sud della Francia, dove prese contatto con la Resistenza francese. La sua futura moglie, la cantante Marguerite Fricker, lo aiutò a Marsiglia a sopravvivere all'occupazione nazista della Francia.
Nel 1946 emigrò negli Stati Uniti e divenne assistente di Boris Goldovsky, direttore del programma d'opera a Tanglewood. Nel 1951 divenne cittadino statunitense. Meyerowitz insegnò al Brooklyn College (1956-1962) e al City College di New York. Nel 1956 ricevette il primo di due Guggenheim Fellowship. Dopo il suo ritiro, tornò in Francia dove morì a Colmar.

## Opere selezionate

### Composizioni

#### Opere teatrali
- Simoon (1949). Opera in un atto. Libretto: Peter John Stephens (da August Strindberg). Prima esecuzione 2 agosto 1949 Tanglewood /Massachusetts
- The Barrier (Die Schranke o Il Mulatto,  1949). Opera in 2 atti. Libretto: Langston Hughes. Prima esecuzione il 18 gennaio 1950 a New York (Columbia University)
- Emily Dickinson (in precedenza: Eastward in Eden; 1951). Opera in 4 atti. Libretto: Dorothy Gardner. Prima esecuzione 16 novembre 1951 Detroit)
  - 2. atti come pezzi separati: The Meeting. UA 16. settembre 1955 Falmouth /Massachusetts
- Bad Boys in School (1952). opera-farsa in un atto. Libretto: Jan Meyerowitz (da Johann Nestroy). Prima esecuzione 17 agosto 1953 Tanglewood /Massachusetts
- Ester (1957-1960). Opera in un atto. Libretto: Langston Hughes. Prima esecuzione 4 agosto 1960 Tanglewood /Massachusetts
- Godfather Death (1960/1961). Opera da camera in 3 atti. Libretto: Peter John Stephens. Prima esecuzione il 1º giugno 1961 a New York
- Die Winterballade oder Die Doppelgängerin (1966/1967). Opera in 3 atti. Libretto: Jan Meyerowitz (da Gerhart Hauptmann). Prima esecuzione 29 gennaio 1967 Staatsoper Hannover; Direttore: Reinhard Petersen

#### Composizioni vocali
- The Five Foolish Virgins. Cantata
- The Story of Ruth per soprano di coloratura e pianoforte
- Missa Rachel Ploran (1954). messa per coro a cappella
- The Glory Around His Head (1955). Cantata pasquale per voci medie, coro misto a 4 voci e pianoforte. Libretto: Langston Hughes
- How Godly Is the House of God per coro misto a 4 voci e pianoforte. Libretto: Langston Hughes
- Emily Dickinson Cantata. Libretto: Dorothy Gardner
- New Plymouth Cantata per solista, coro misto a 4 voci e pianoforte. Libretto: Dorothy Gardner
- Hérodiade Testo: Stéphane Mallarmé
- Arvit Shir hadash l'shabbat (Ein neues Lied für den Sabbat). prima del 1962 a New York (Park Avenue Synagogue; Cantor: David Putterman)
- Hebrew Service (1962)
- Fünf Geistliche Lieder (1963) per basso e orchestra ( 2.2.2.2 – 4.2.3.1 – arpa – timpani, percussioni – archi)
- Altre cantate, canzoni e cicli di canzoni con testi Edward Estlin Cummings, Robert Herrick, John Keats, Arthur Rimbaud e altri

#### Opere per orchestra
- Midrash Ester (1954). Sinfonia. Prima esecuzione 1957 New York ( New York Philharmonic, Direttore: Dimitri Mitropoulos )
- Flemish Overture (1959) per orchestra (3.3.3.3 – 4.3.3.1 – arpa – percussioni – archi)
- Oboenkonzert (1962; orchestra: 2.0.2.2 – 4.2.2.0 – arpa – timpani, percussioni – archi)
- Flötenkonzert
- Four Movements for Wind Symphony (1974)
- Four Romantic Pieces for Concert Band (1978)
- Three Comments on War for Concert Band (1964)

#### Musica da camera
- Streichquartett (1936-1955)
- Sonata per violino e violoncello
- Short Suite per ottoni (3.3.2.1)

### Scritti
- Arnold Schönberg . Berlino (Colloquium) 1967 (Köpfe des 20. Jahrhunderts, volume 47)
- Der echte judische Witz. Berlino (Colloquium) 1971. ristampa: Berlino (arani) 1997.ISBN 3-7605-8669-4